# 游侠儿 (1990年电影)
《游侠儿》（又称：好小子之游侠儿）是一部於1990年在台湾上映的电影，由朱延平执导，苏有朋等人出演，该电影是好小子系列中的第十集。该作也是台湾当时十大最卖座的电影之一，同时也是小虎队三人的唯一一部主演电影。

## 内容简介
有一天，失传已久的藏宝图再次出现在了人们的面前，而这自然是让一部分别有用心的人开始对此有了一些其他的想法。
而对于这些，三个年轻人决定用自己的方式去阻止这些别有用心的人。并在之后通过努力找到了这些宝藏。

## 演員
- 蘇有朋 飾 小乖
- 吴奇隆 飾 小隆
- 陈志朋	飾 小帥
- 林小樓
- 陈崇荣 飾 小胖
- 陶大偉 飾 老教頭
- 澎澎 飾 虎姑婆(哭笑幫)
- 杜福平 飾 虎姑婆的弟弟
- 朱鳳崗 飾 虎姑婆的弟弟
- 黃子佼 飾 佼哥
- 徐承義 飾 徐大
- 杜滿生 飾 小帥的養父

## 职员表
- 出品人：蔡松林
- 监制/导演：朱延平
- 副导演（助理）：杜富平
- 编剧：焦雄健
- 摄影：陈荣树
- 配乐：傅立
- 剪辑：黄秋贵

## 音乐原声
- 主题曲《游侠儿》
  - 演唱：小虎队
  - 作曲：陈志远
  - 作词：李子恒

## 外部連結
- 豆瓣电影上《游侠儿》的資料 （简体中文）
- 互联网电影数据库（IMDb）上《游侠儿》的资料（英文）
- 时光网上《游侠儿》的資料（简体中文）